# Болеслав (гміна, Домбровський повіт)
Гміна Болеслав (пол. Gmina Bolesław) — сільська гміна у південній Польщі. Належить до Домбровського повіту Малопольського воєводства.
Станом на 31 грудня 2011 у гміні проживало 2802 особи.

## Територія
Згідно з даними за 2007 рік площа гміни становила 35.41 км², у тому числі:
- орні землі: 38.00%
- ліси: 40.00%

Таким чином, площа гміни становить 6.72% площі повіту.

## Населення
Станом на 31 грудня 2011:
| Опис     | Загалом | Загалом | Чоловіки | Чоловіки | Жінки | Жінки |
| -------- | ------- | ------- | -------- | -------- | ----- | ----- |
| одиниця  | осіб    | %       | осіб     | %        | осіб  | %     |
| все      | 2802    | 100     | 1399     | 49.93    | 1403  | 50.07 |
| міське   | 0       | 100     | 0        |          | 0     |       |
| сільське | 2802    | 100     | 1399     | 49.93    | 1403  | 50.07 |

## Сусідні гміни
Гміна Болеслав межує з такими гмінами: Ґрембошув, Менджехув, Новий Корчин, Олесно.